# Sowjetrepublik Stormarn
Die Sowjetrepublik Stormarn war ein kurzlebiger Versuch, einen sozialistischen Staat zu etablieren. Dieser erfolgte am 23. Oktober 1923 während des Hamburger Aufstands der KPD auf dem Gebiet des Kreises Stormarn im damaligen Deutschen Reich.

## Vorgeschichte
Der Hintergrund der Staatsgründung war die Hyperinflation des Jahres 1923 in der Weimarer Republik. Diese verschlechterte die Lebensbedingungen der Arbeiterklasse, wodurch Unzufriedenheit und Anzahl der KPD-Mitglieder anstiegen. Als die Reichsregierung nach einem landesweiten Bahnstreik den Ausnahmezustand über das Reich verhängte, verschärfte sich die Situation. So kam es am 1. Oktober 1923 zum Küstriner Putsch der offiziell verbotenen Schwarzen Reichswehr. Des Weiteren versuchten der KPD nahestehende Gewerkschaften einen Generalstreik anzuzetteln, was jedoch misslang.
In der KPD erwog man nun die Chance einer Machtübernahme. Zwar wies der Vorsitzende der Komintern Grigori Sinowjew die KPD am 15. August 1923 ausdrücklich an, sich auf eine herannahende revolutionäre Krise vorzubereiten. Deren Führungsriege unter Heinrich Brandler, August Thalheimer und Jacob Walcher war jedoch nicht von der Idee überzeugt. Trotzdem entschieden sich Bargteheider Kommunisten aus heute nicht mehr nachvollziehbaren Gründen, den Aufstand zu wagen.

## Ablauf
Wie auch in Hamburg, waren die ersten Ziele der Aufständischen die örtlichen Polizeireviere in Bramfeld und Schiffbeck, um an Waffen und Munition zu gelangen. In Ahrensburg, Rahlstedt und Bad Oldesloe wurden Straßen und Bahngleise blockiert. Anders als in Hamburg genossen die Aufständischen in den Stormarner Städten allerdings die Unterstützung der Bevölkerung, die diese mit Lebensmitteln versorgten und beim Barrikadenbau unterstützten. Der Bargteheider Bürgervorsteher wurde abgesetzt und in Gewahrsam genommen.
Die Stormarner Polizei wurde der Aufstände nicht Herr, weshalb die Reichswehr aus Lübeck zur Unterstützung angefordert wurde. Innerhalb weniger Stunden wurde der Aufstand niedergeschlagen. Lediglich in der Gemeinde Schiffbeck konnten sich die Aufständischen bis zum nächsten Tag halten. Am Morgen des 24. Oktobers 1923 wurden der Aufstand für beendet und die Sowjetrepublik für aufgelöst erklärt.